# ВК „Попово 09“
Волейболен клуб „Попово 09“ е волейболният отбор за мъже на град Попово, който е наследник на ВК „Попово“.
Състезтелите от клуба се съревновават в северната „А“ елитна волейболна група на България. Председател на клуба е инж. Тодор Райчев от гр. Търговище.
През 1998 г. по инициатива на Община Попово е създаден ВК „Черноломец – Попово 98“, в който тренират деца и юноши до 18* годишна възраст, като няма ограничения за момчета и момичета.